# USS LST-135
O USS LST-135 foi um navio de guerra norte-americano da classe LST que operou durante a Segunda Guerra Mundial.